# Hesperonemastoma smilax
Espèce
Hesperonemastoma smilax est une espèce d'opilions dyspnois de la famille des Taracidae.

## Distribution
Cette espèce est endémique de Virginie-Occidentale aux États-Unis. Elle se rencontre  dans le comté de Greenbrier dans la grotte McClung's Cave.

## Description
Le mâle holotype mesure 1,0 mm de long et 0,55 mm de large.

## Systématique et taxinomie
Cette espèce a été décrite par Shear en 2010.

## Publication originale
- Shear, 2010 : « Hesperonemastoma smilax, n. sp., a remarkable new harvestman from a cave in West Virginia, with comments on other reported cave-dwelling Hesperonemastoma species (Opiliones, Ischyropsalidoidea, Sabaconidae). » Journal of Cave and Karst Studies, vol. 72, p. 105–110.